# Mbazi (Nyamagabe)
Mbazi è un settore (imirenge) del Ruanda, parte della Provincia Meridionale e del distretto di Nyamagabe.